# مبنى بارك راو
مبنى بارك رو، المعروف أيضًا باسم 15 بارك رو، هو مبنى سكني فاخر وناطحة سحاب يقع في بارك رو في الحي المالي في مانهاتن، نيويورك. تم تصميم المبنى الذي يبلغ ارتفاعه 391 قدمًا (119 مترًا) والمكون من 31 طابقًا بواسطة روبرت هندرسون روبرتسون أحد رواد تصميم ناطحات السحاب من شركة ناثانيال روبرتس.
يتكون مبنى بارك رو من 26 طابقًا كاملاً، والطابق 27 الذي تم تشييده جزئيًا، وزوجًا من القباب المكونة من أربعة طوابق. تتضمن التفاصيل المعمارية للواجهة أعمدة وأعمدة كبيرة، بالإضافة إلى العديد من الشرفات المزخرفة المتدلية. قام جي ماسي ريند بنحت العديد من التفاصيل الزخرفية على المبنى، بما في ذلك الشرفات والعديد من الأشكال فوق المبنى.

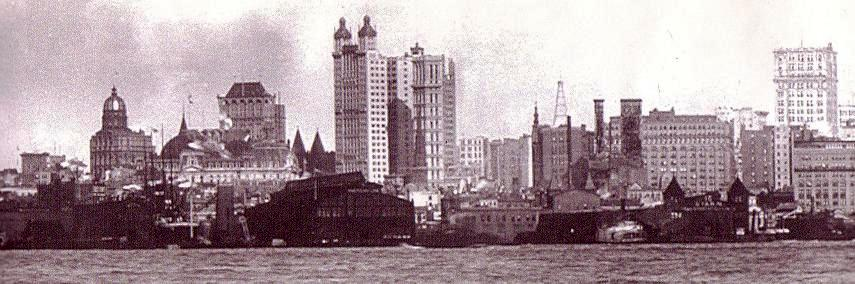
مبنى بارك راو بمنهاتن سنة 1902

## صور

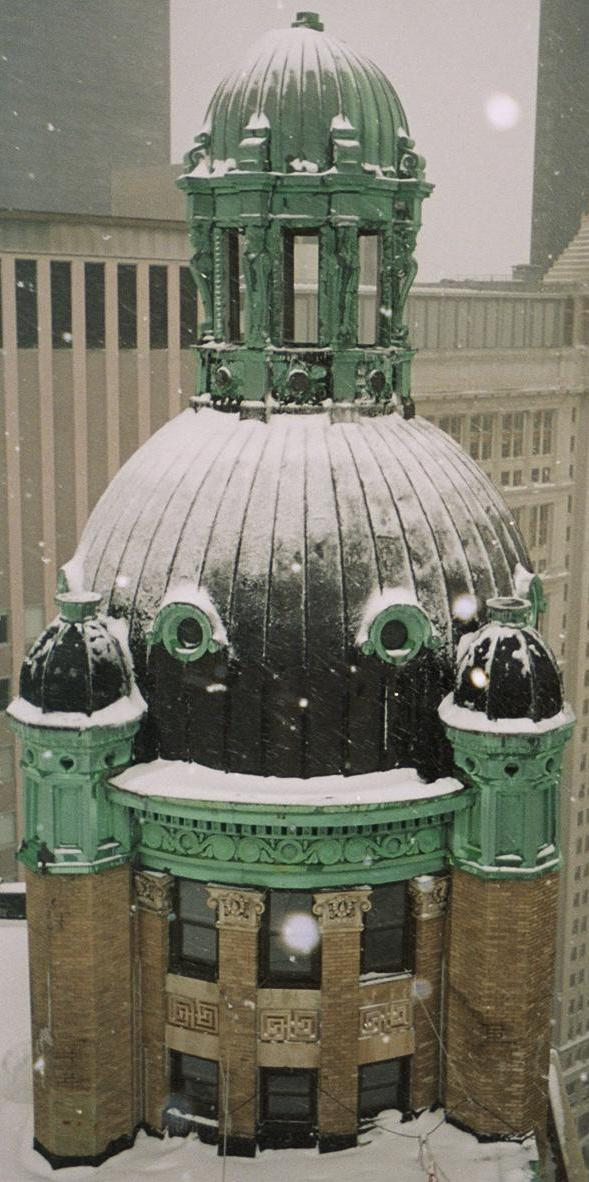
One of the two towers
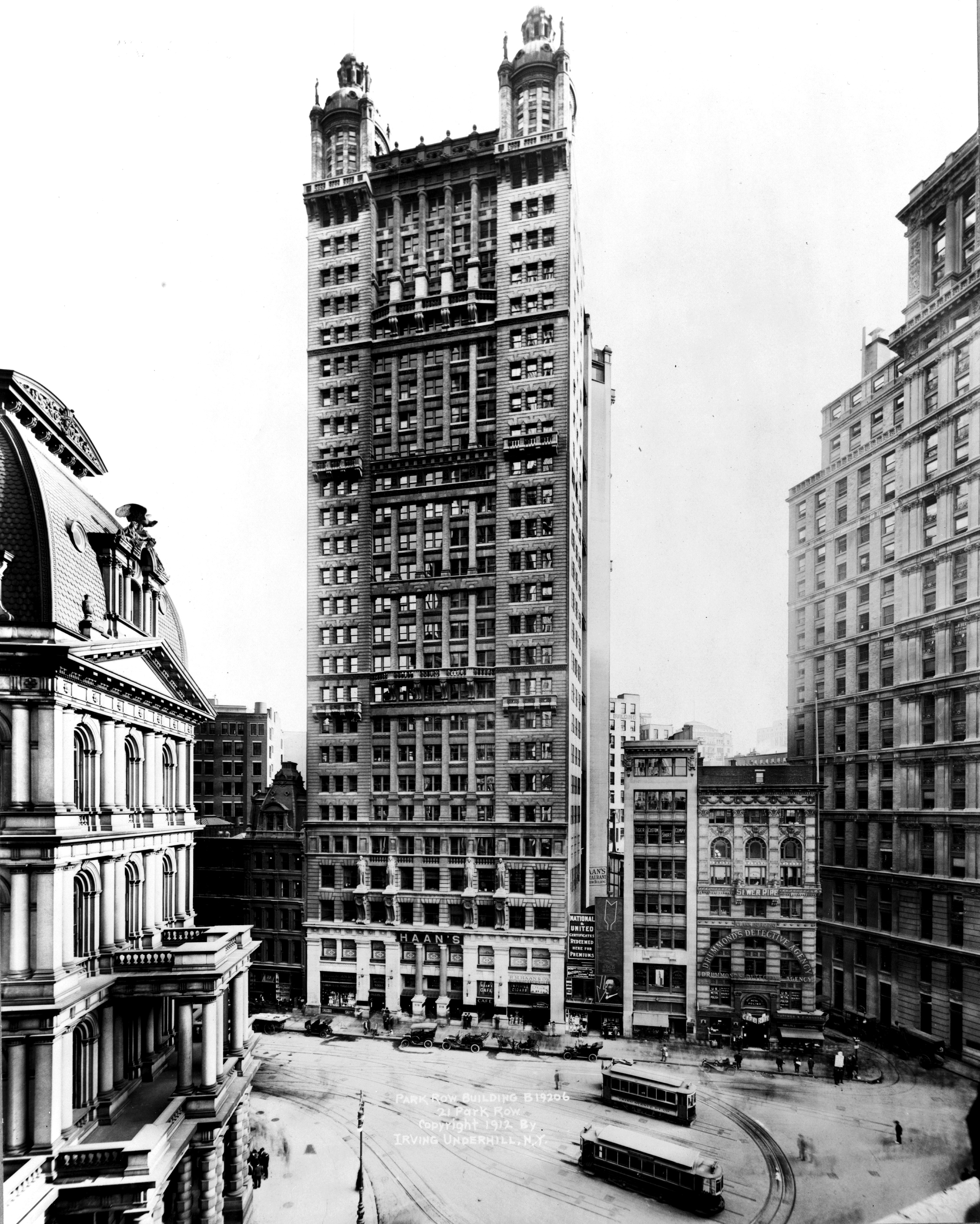
An early image
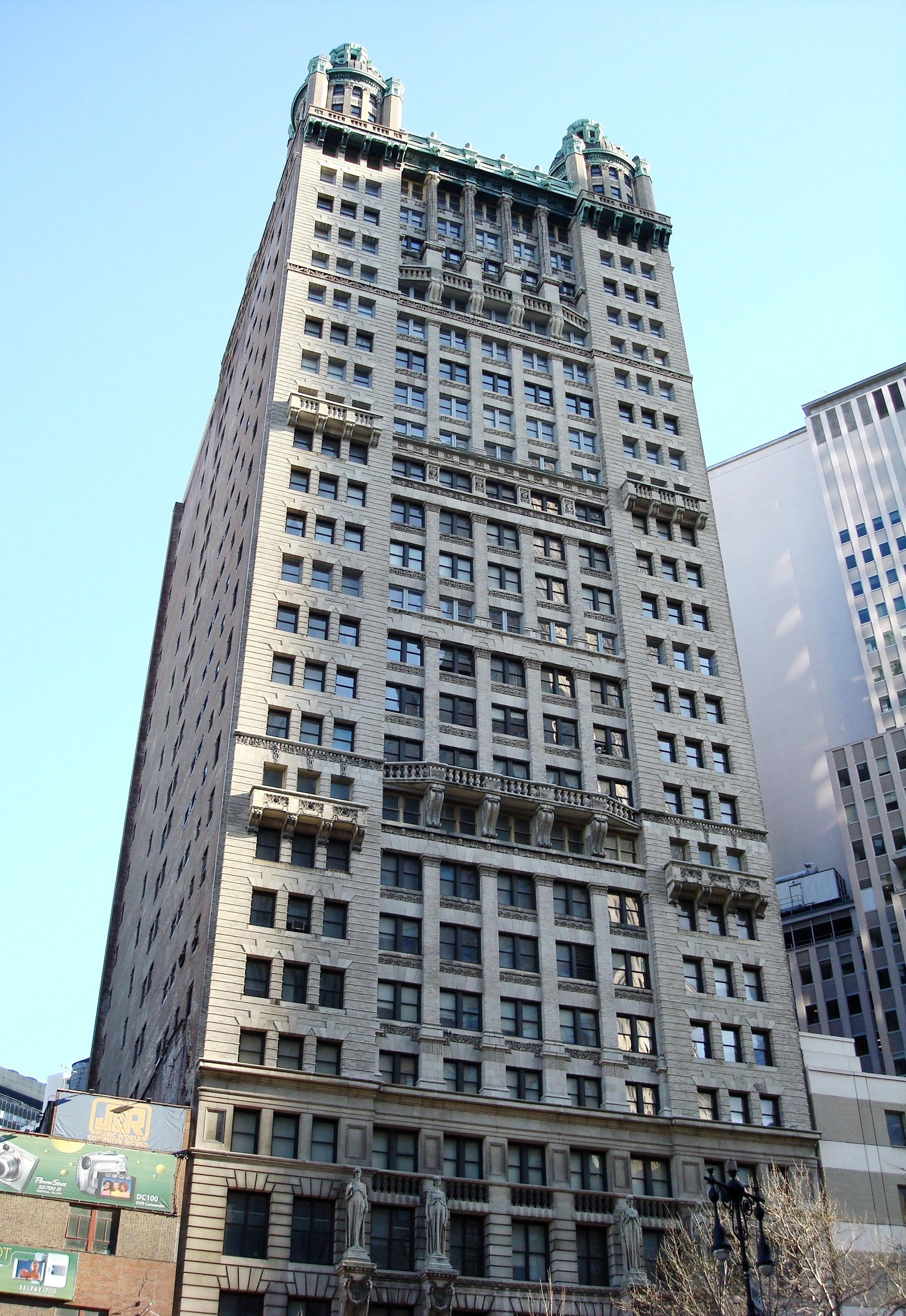
Front of the building
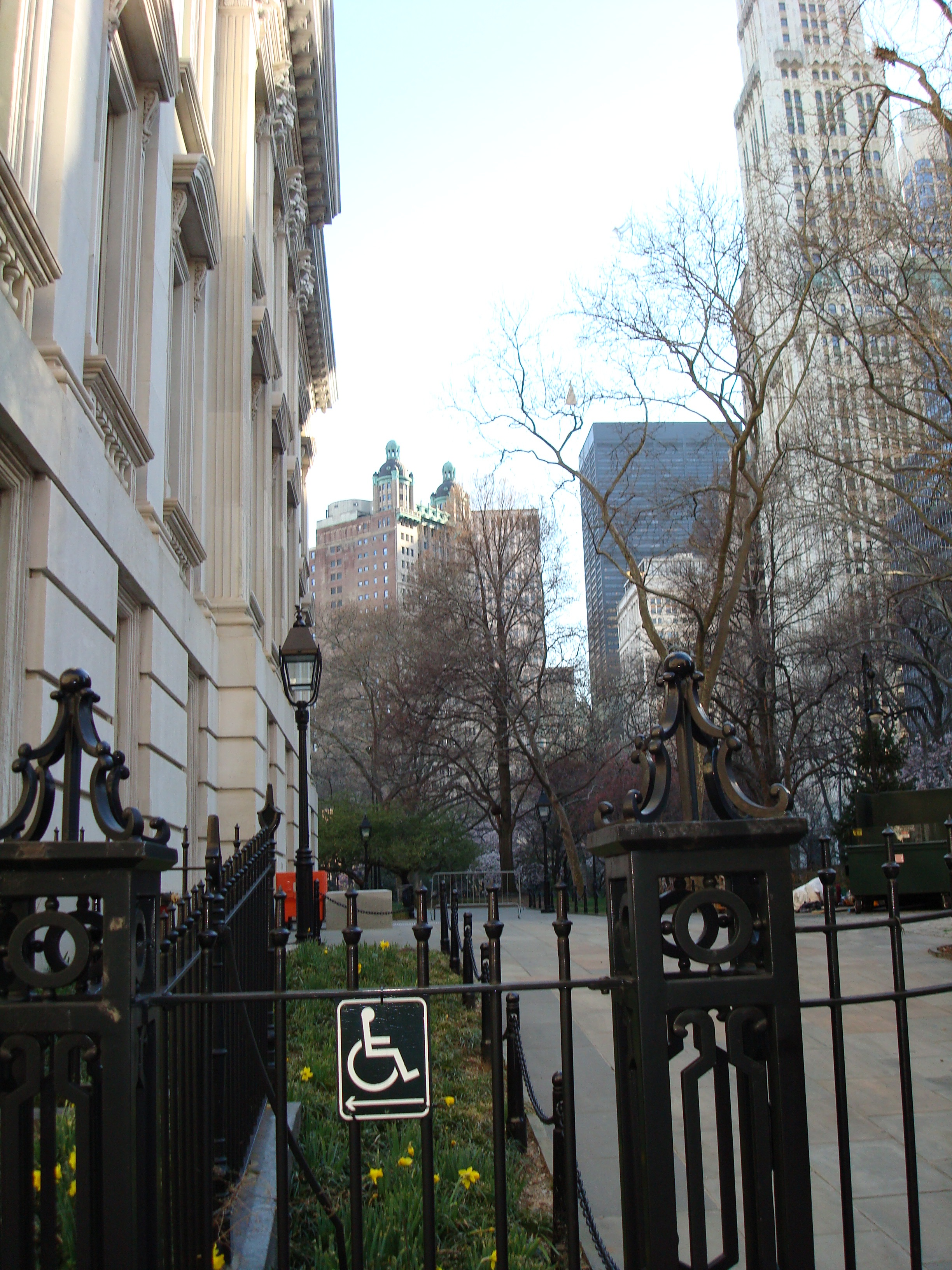
As seen from City Hall Park

## وصلات خارجية
- 15 Park Row's official site
- Skyscraper.org on the Park Row Building